# 1,3-二甲基丁胺
1,3-二甲基丁胺（1,3-DMBA、二甲基丁胺、DMBA、4-氨基-2-甲基戊烷或AMP）是一种兴奋剂，其结构与甲基己胺的差别在于丁基取代了戊基。该化合物是一种脂肪胺。
DMBA的盐酸盐和柠檬酸盐被确定为非处方膳食补充剂中的未经批准的成分，使用它们显然是为了规避对甲基己胺的禁令。美国食品药品监督管理局（FDA）认为任何含有DMBA的膳食补充剂都是“掺假的”。尽管DMBA受到FDA的反对，它仍继续在美国销售。
目前没有关于DMBA的人体安全研究，其健康影响完全未知。